# スプリト＝ダルマチア郡

スプリト＝ダルマチア郡
Splitsko-dalmatinska županija

スプリト＝ダルマチア郡（スプリト＝ダルマチアぐん、クロアチア語:Splitsko-dalmatinska županija）はクロアチアのダルマチア地方に位置する郡。郡都はスプリト。
地理的には、スプリト＝ダルマチア郡は3つに分かれる。一つは標高の高い内陸部（ダルマティンスカ・ザゴラ Dalmatinska zagora）であり、多くのカルスト地形のある大地が続く。もう一つは細長い沿岸部であり、人口の多くが集中する。そしてもう一つは島嶼部である。ディナル・アルプス山脈の一部を構成する山々があり、ボスニア・ヘルツェゴビナとの国境となっているディナラ（Dinara）のほか、コジャク（Kozjak）、モソル（Mosor）、ビオコヴォ（Biokovo）などの山々によって沿岸部と内陸部が隔てられている。

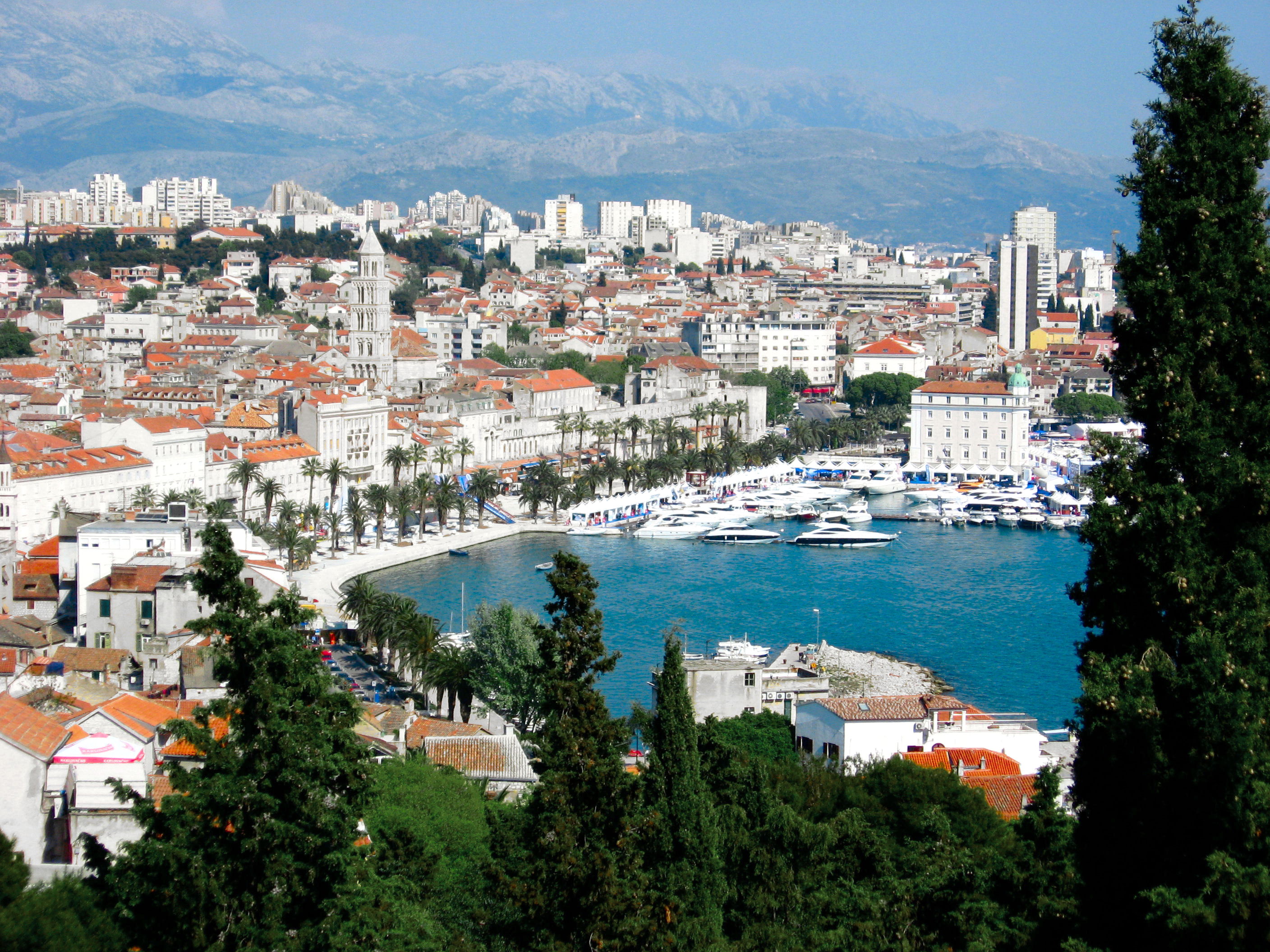
中心都市のスプリトは、クロアチアで第2の都市

この地方の主要な経済活動は観光である。製造業や農業は縮小している。
スプリト＝ダルマチア郡からは、スプリト、ザダル、カルロヴァツ、ザグレブとを結ぶ高速道路や、リカと結ばれる鉄道によって他の地域と結ばれている。スプリト・カシュテラ国際空港は、夏季には観光客のチャーター便が多く出入りしている。ブラチ島には小規模な飛行場もある。
内陸部では、主要な都市としてはシニ（町の人口11,500人、村も含めて25,373人）、イモツキ（4,350人）、ヴルゴラツ（2,200人）がある。沿岸部では、最大都市のスプリト（町の人口189,000人、カシュテラやソリンも含めると240,000人）以外では、トロギル（11,000人）、オミシュ（6,500人）、マカルスカ（13,400人）がある。島嶼部では、人口流出によって町の規模は縮小しているものの、主要な町としてはブラチ島のスペタル（3,000人）、フヴァル島のフヴァル（3,700人）、スタリー・グラード（1,900人）、ヴィス島のヴィス（1,800人）、コミジャ（1,500人）などがある。

## 住民
2001年の国勢調査によると、スプリト＝ダルマチア郡の人口は463,676人である。クロアチア人 が絶対多数を占めており、その人口比率は96.30%である

## 歴史

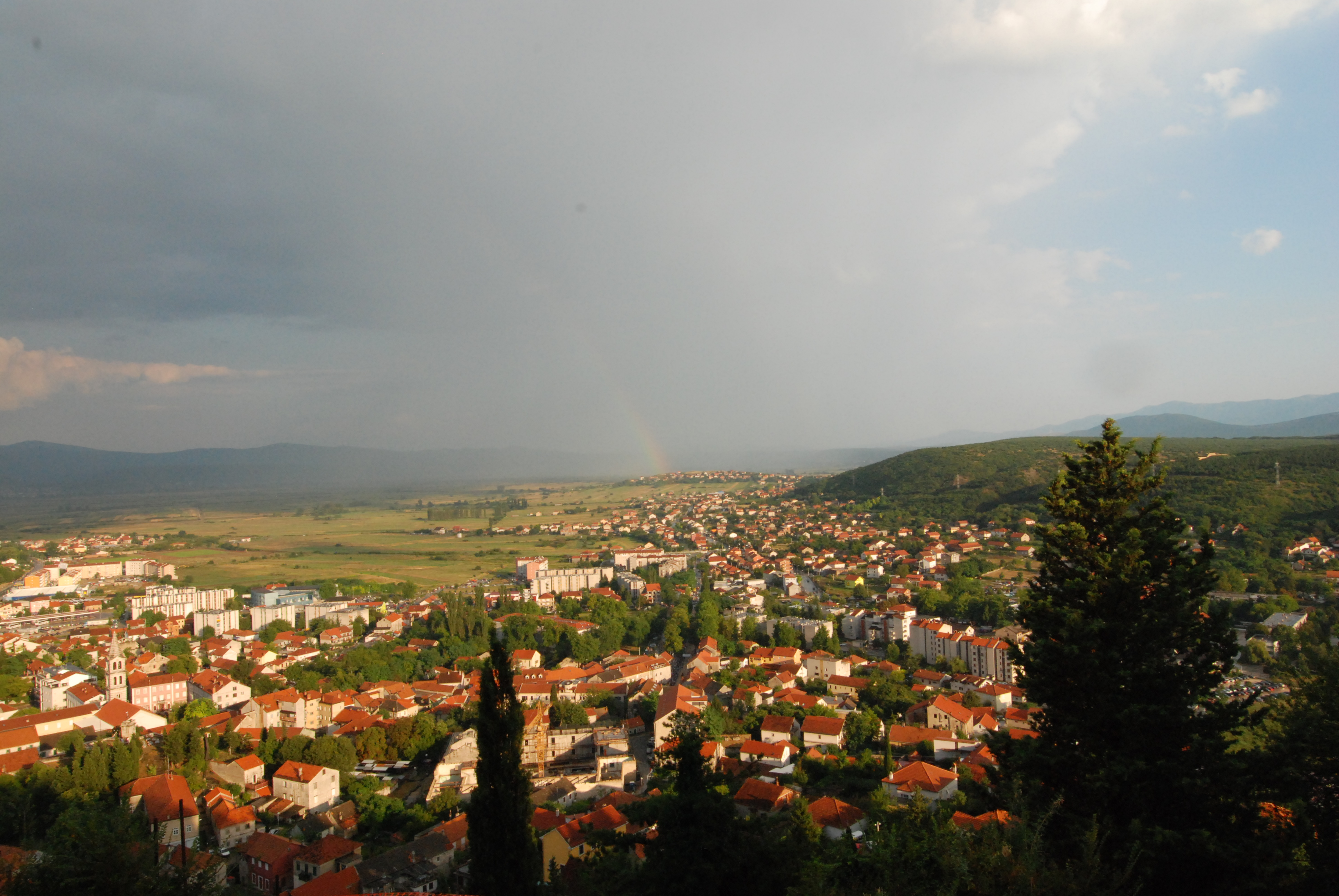
内陸部の都市シニ。

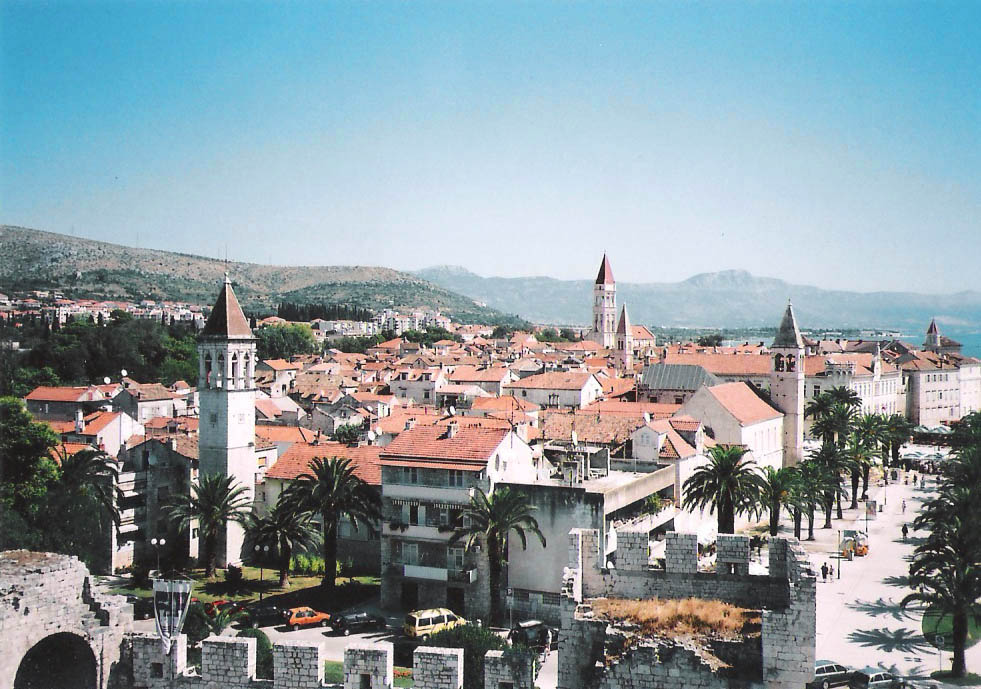
世界遺産にも登録されている沿岸部の都市トロギル。

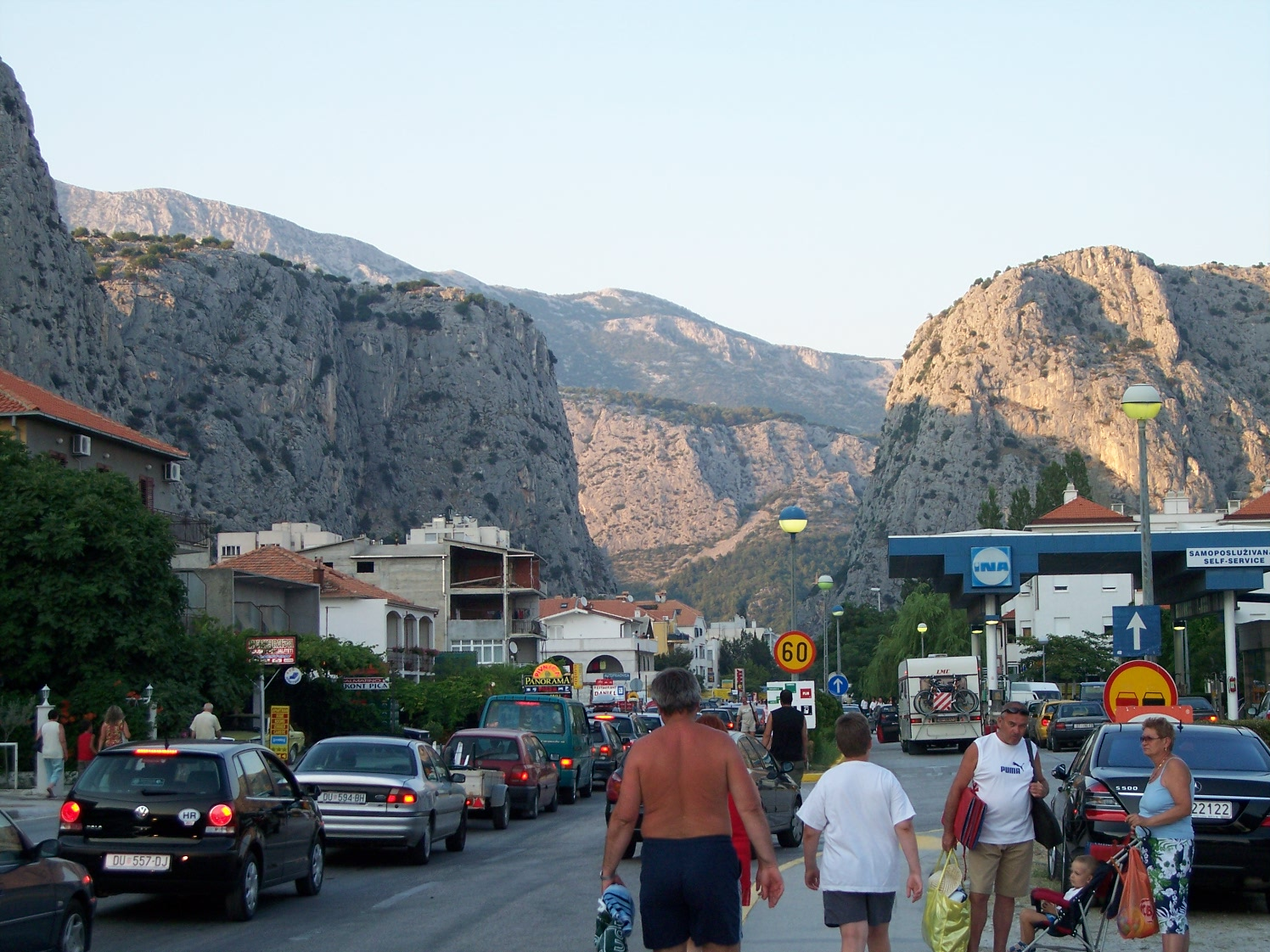
沿岸地方南部のオミシュ。

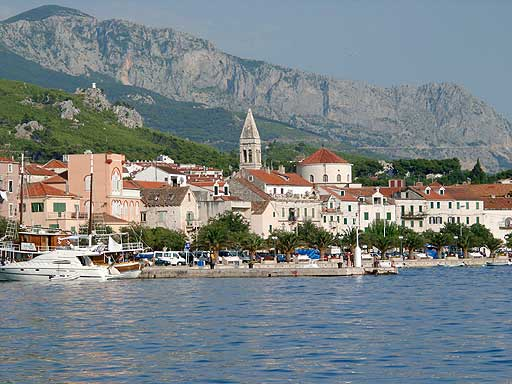
沿岸の観光都市マカルスカ。

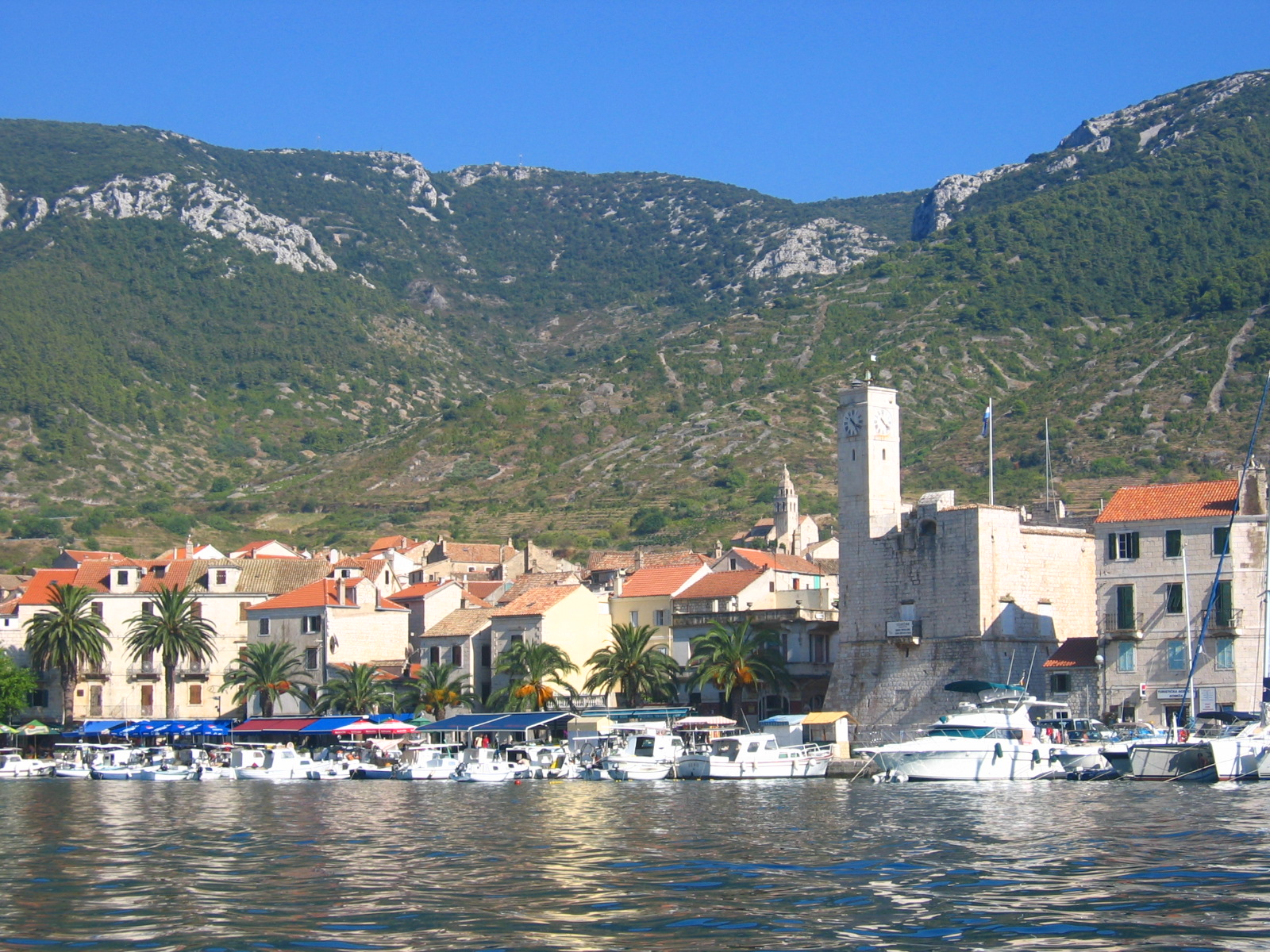
ヴィス島の中心ヴィス。

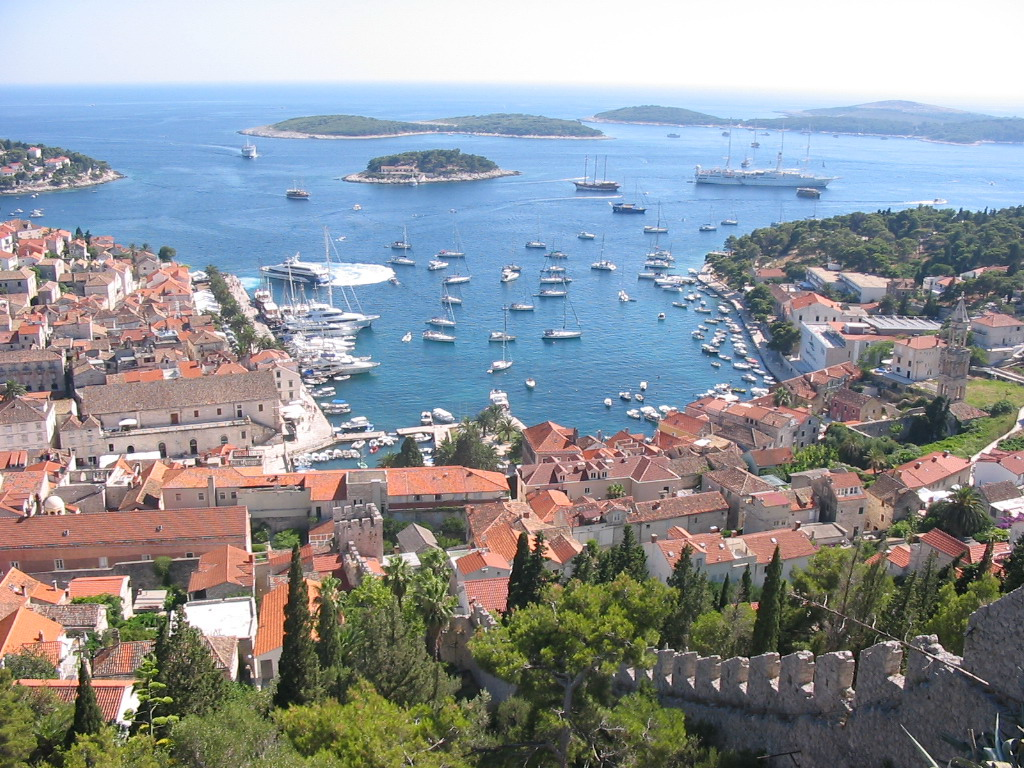
フヴァル。フヴァル島は観光地として夏季には多くの人が訪れる。

「ダルマチア」の名はイリュリア人の氏族ダルマタエ（Dalmatae）に由来し、この部族は紀元前1千年紀にアドリア海沿いに居住していた。紀元前4世紀から紀元前220年代のイリュリア戦争までの間はイリュリア王国の一部となった。紀元前168年、共和政ローマがネレトヴァ川以南に保護領を設置した。ダルマチアという地域呼称は紀元前2世紀中ごろに、ネレトヴァ川からクルカ川（Krka）までの間の地域を指して使われ始めたものと考えられる。その後、紀元前32年から紀元前27年にかけてイリュリクム属州が公式に設置されるまでの間に、徐々にローマ帝国の所領となっていった。
ダルマチアは、ローマ帝国のイリュリクム属州の一部となった。西暦紀元後9年、ダルマチアではパンノニアとともに最後の大規模な蜂起が起こったが、蜂起は最終的には鎮圧され、10年、イリュリクム属州は南北2つに分割されパンノニア属州とダルマチア属州となった。パンノニアとダルマチアは内陸部に拡大しディナル・アルプス山脈やアドリア海東岸の大部分がその領域内に入った。ダルマチアはローマ皇帝ディオクレティアヌスの生まれた地であり、彼の隠棲の地としてスプリトにディオクレティアヌス宮殿が建造された。

## 自治体
スプリト＝ダルマチア郡は、16の都市（grad）と39のオプチナ（općina）から構成される。都市とオプチナは、ともに郡の下位に属する同じレベルの自治体であるが、一般に都市のほうが規模が大きい。
都市（grad）
- フヴァル（Hvar）
- イモツキ（Imotski）
- カシュテラ（Kaštela）
- コミジャ（Komiža）
- マカルスカ（Makarska）
- オミシュ（Omiš）
- シニ（Sinj）
- ソリン（Solin）
- スプリト（Split） - 郡庁所在地
- スタリー・グラード（Stari Grad）
- スペタル（Supetar）
- トリリ（Trilj）
- トロギル（Trogir）
- ヴィス（Vis|）
- ヴルゴラツ（Vrgorac）
- ヴルリカ（Vrlika）

オプチナ（općina）
- バシュカ・ヴォダ（Baška Voda）
- ボル（Bol）
- ブレラ（Brela）
- プロヴォ（Cista Provo）
- ディツモ（Dicmo、sjedište Kraj）
- ドゥギ・ラト（Dugi Rat）
- ドゥゴポリェ（Dugopolje）
- グラダツ（Gradac）
- フルヴァツェ（Hrvace）
- イェルサ（Jelsa）
- クリス（Klis）
- レチェヴィツァ（Lećevica）
- ロクヴィチチ（Lokvičići）
- ロヴレチュ（Lovreć）
- マリナ（Marina）
- ミルナ（Milna）
- ムチ（Muć）
- ネレジシュチャ（Nerežišća）
- オクルグ（Okrug、sjedište Okrug Gornji）
- オトク（Otok）
- ポドバブリェ（Podbablje、sjedište Drum）
- ポドゴーラ（Podgora）
- ポドストラナ（Podstrana）
- ポスティラ（Postira）
- プルゴメト（Prgomet）
- プリモルスキ・ドラツ（Primorski Dolac）
- プロロジャツ（Proložac）
- プチシュチャ（Pučišća）
- ルノヴィチ（Runovići）
- セゲト（Seget、sjedište Seget Donji）
- セルツァ（Selca）
- スチュライ（Sućuraj）
- スティヴァン（Sutivan）
- シェスタノヴァツ（Šestanovac）
- ショルタ（Šolta、sjedište Grohote）
- トゥチェピ（Tučepi）
- ザドヴァリェ（Zadvarje）
- ザグヴォズド（Zagvozd）
- ズミヤヴツィ（Zmijavci）

## 郡政府
郡の長官（Župan）は、クロアチア民主同盟のアンテ・サナデルである。
郡議会には51の議席があり、その内訳は以下の通りである:
- クロアチア民主同盟 (HDZ) 16
- クロアチア社会民主党 (SDP) 11
- クロアチア社会自由党 (HSLS) 5
- クロアチア農民党 (HSS) 4
- クロアチア純粋権利党 (HČSP) 4
- クロアチア民主共和党 (HDRS) 3
- クロアチア人民党 (HNS) 2
- クロアチアの真の復興 (Croatian True Renaissance, HIP) 2
- クロアチア・キリスト教民主同盟 (HKDU) 2
- クロアチア・ダルマチアの故郷 (HDD) 1
- クロアチア復興党 (SHP) 1